# Steam Launch of Olympia
Steam Launch of Olympia è un cortometraggio muto del 1898. Non si conoscono né il nome del regista, né altri dati del film, un documentario che fa parte di una serie dedicata alla guerra ispano-americana prodotta dalla Selig, una casa di produzione di Chicago.

## Trama
Una lancia porta a riva equipaggio e ufficiali dell'incrociatore USS Olympia, protagonisti nelle Filippine della battaglia della baia di Manila.

## Produzione
Il film fu prodotto dalla Selig Polyscope Company.

## Distribuzione
Il film - un documentario di 15,24 metri - venne distribuito dalla Selig Polyscope Company.